# Романцево (Гаврилов-Ямский район)
Романцево — деревня в Гаврилов-Ямском районе Ярославской области, находится к северу от города Гаврилов-Ям и к западу от реки Которосль.
Часто используется название Романцево-Гагаринское, так как рядом расположено село Гагарино и деревня Романцево-Дубиково. Ближайший населённый пункт — деревня Прилесье.
Основана в конце XIX века.
Имеется просёлочная дорога в Бели. Постоянный жители работают в колхозе, рядом с деревней огромное поле и колхозные постройки.
Ближайшие населённые пункты: Седельница, Вострицево, Шалава.
Население на 1 января 2007 года — 6 человек.